# Gastrophrynoides borneensis
Espèce
Synonymes
- Engystoma borneense Boulenger, 1897

Statut de conservation UICN

 LC  : Préoccupation mineure
Gastrophrynoides borneensis est une espèce d'amphibiens de la famille des Microhylidae.

## Répartition
Cette espèce est endémique de Malaisie orientale sur l'île de Bornéo. Elle se rencontre dans les États du Sarawak et du Sabah.

## Description
Gastrophrynoides borneensis mesure environ 39 mm. Son dos est brun noirâtre avec de petites taches blanches ; son ventre est brun.

## Étymologie
Son nom d'espèce, composé de borne(o) et du suffixe latin -ensis, « qui vit dans, qui habite », lui a été donné en référence au lieu de sa découverte, l'île de Bornéo.

## Publication originale
- Boulenger, 1897 : Descriptions of new Malay frogs. Annals and Magazine of Natural History, sér. 6, vol. 19, p. 106-108 (texte intégral).